# 灰色のバスがやってきた
『灰色のバスがやってきた』（はいいろのバスがやってきた、VERSCHLEPPT: Der Euthanasie-Mord an behinderten Kindern im Nazi-Deutschland ）は、フランツ・ルツィウスによって著され、山下公子によって訳されたノンフィクション作品。

## 概要
1991年12月に草思社より出版される。第二次世界大戦中のナチス・ドイツのアドルフ・ヒトラーによって行われていた政治で殺された何十万人もの障害者の運命を、実在する記録を元に再現する。
著者は西ドイツの障害者施設の沿革を取材しているうちに、ナチス・ドイツが障害者を殺戮していたという記録に出くわす。この取材していた障害者施設からは800人の障害者が灰色のバスに乗せられて移送され、そのほぼ全員が帰ってこなかった。このような障害者たちのたどった運命を、事実を元に生々しく再現する。
この書籍によれば、ドイツの全ての障害者施設に調査書を送り、記入されて返ってきたものを専門家が評価し、安楽死させるのに相当な障害者を選ぶ。選ばれた障害者を、書籍のタイトルにもなっている灰色のバスで障害者施設に迎えに行って乗せる。この灰色のバスは排気ガスが自動的に車内に流れる仕組みとなっており、障害者の移送が終わればまもなく一酸化炭素中毒で死亡していた。ポーランドでもこのようなことが行われていた。

## 参考資料
- Benzenhöfer, Udo (2000). “NS-Kindereuthanasie: Ohne jede moralische Skrupel”. Deutsches Arzteblatt-Arztliche Mitteilungen-Ausgabe A (Koln: Deutscher Arzte-Verlag GmbH, 1973-) 97 (42):  2766-2773 2023年6月21日閲覧。.著者は、ハノーファー医科大学医学史教授